# Herredskirke Sogn
Herredskirke Sogn var et sogn i Lolland Vestre Provsti (Lolland-Falsters Stift). Det indgik 1. august 2016 i Utterslev-Herredskirke-Løjtofte Sogn.
I 1800-tallet var Løjtofte Sogn anneks til Herredskirke Sogn. Begge sogne hørte til Lollands Nørre Herred i Maribo Amt. Herredskirke-Løjtofte sognekommune blev ved kommunalreformen i 1970 indlemmet i Ravnsborg Kommune, der ved strukturreformen i 2007 indgik i Lolland Kommune.
I Herredskirke Sogn ligger Herredskirke Kirke.
I sognet findes følgende autoriserede stednavne:
- Bjergby (bebyggelse, ejerlav)
- Bulskov (bebyggelse)
- Bæk (bebyggelse)
- Gammeleje (landbrugsejendom)
- Karlelund (bebyggelse)
- Ringseby (bebyggelse, ejerlav)
- Sannegård (landbrugsejendom)
- Store Løjtofte (bebyggelse, ejerlav)
- Vester Karleby (bebyggelse, ejerlav)